# آلة دالفيك الافتراضية

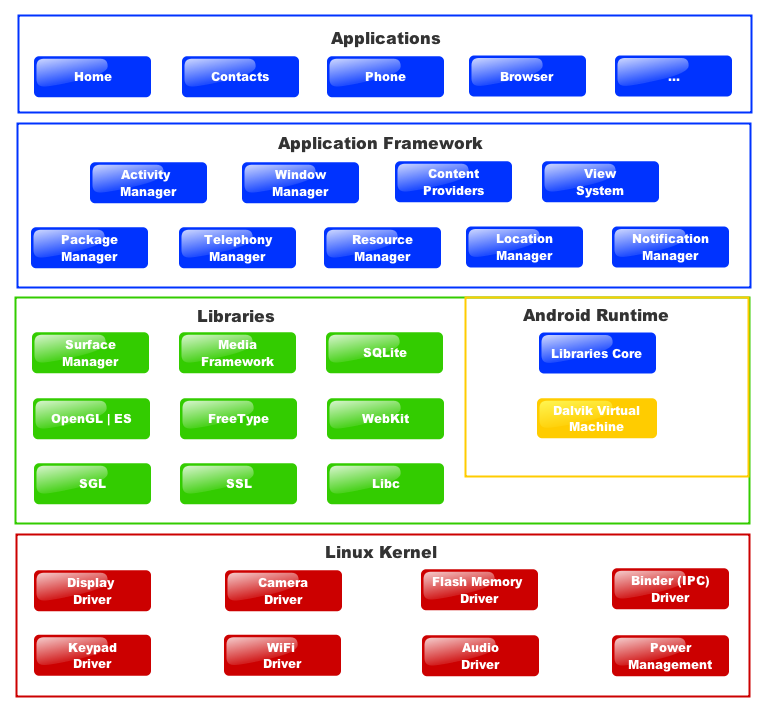
رسم بياني دالفيك

آلة دالفيك الافتراضية (بالإنجليزية: Dalvik)‏ هي آلة افتراضية تستخدم لغة جافا على الأجهزة التي تعمل بنظم أندرويد مثل الهواتف الذكية.
ومن الميزات الأساسية لآلة دالفيك الافتراضية هي القدرة على تشغيل التطبيقات بكفاءة مع الاستفادة من الموارد المحدودة للأجهزة المحمولة، مما يتيح تشغيل تطبيقات الأندرويد بشكل أكثر سلاسة وفعالية من حيث استهلاك البطارية والذاكرة. وفي الإصدارات الحديثة من نظام أندرويد، تم استبدال آلة دالفيك الافتراضية بـ Android Runtime (ART) وهي بيئة تشغيلية جديدة تعمل بشكل أسرع وتستهلك أقل موارد النظام.

## عوامل التي تؤثر علي آلة دالفيك الافتراضية
1. حجم الذاكرة العشوائية (RAM): يعتبر حجم الذاكرة العشوائية المتاحة للتطبيق هو أحد العوامل الرئيسية التي تؤثر على أداء بيئة تشغيل دالفيك. حيث إن زيادة حجم الذاكرة العشوائية المتاحة يساعد على تحسين أداء التطبيق وتقليل عدد الأخطاء.
2. سرعة المعالج (CPU): تعد سرعة المعالج أيضًا عاملاً هامًا في تحديد أداء بيئة تشغيل دالفيك. فعلى سبيل المثال، يمكن أن يؤدي استخدام معالج بسرعة أعلى إلى تحسين سرعة التطبيق وزيادة قدرته على معالجة البيانات بشكل أسرع.
3. إعدادات النظام (System settings): قد يؤثر أيضًا إعدادات النظام على أداء بيئة تشغيل دالفيك، فمثلاً، إذا كان هناك العديد من التطبيقات الأخرى تعمل في الخلفية فقد يؤثر ذلك على أداء التطبيق الذي يعمل حالياً. ومن الجيد التحقق من إعدادات النظام وإغلاق أي تطبيق.
4. الجهاز الفعلي: يعتمد أداء بيئة تشغيل دالفيك أيضًا على مواصفات الجهاز الفعلي الذي يستخدمه المستخدم. فبعض الأجهزة يمكن أن تكون أسرع وتتمتع بذاكرة أكبر، وبالتالي قد يكونوا أكثر قدرة على تشغيل تطبيقات دالفيك بشكل أفضل.
5. إصدار نظام التشغيل (OS version): يمكن أن يؤثر إصدار نظام التشغيل Android على أداء بيئة تشغيل دالفيك. فبعض الإصدارات الأحدث قد توفر تحسينات أداء معينة، مثل تحسين الاستجابة والتحميل الأسرع للتطبيقات.[4]

## الترخيص وبراءات الاختراع
نُشرت آلة دالفيك بموجب شروط ترخيص Apache 2.0.
في 12 أغسطس 2010، رفعت شركة أوراكل (التي استحوذت على Sun Microsystems في أبريل 2009 وبالتالي تمتلك حقوق جافا)، دعوى قضائية ضد جوجل بسبب انتهاكها المزعوم لحقوق الطبع والنشر وبراءات الاختراع. زعمت شركة أوراكل أن جوجل في تطوير أندرويد، انتهكت عن قصد وبشكل مباشر ومتكرر الملكية الفكرية المتعلقة بجافا الخاصة بأوراكل. في مايو 2012، وجدت هيئة المحلفين في هذه القضية أن جوجل لم تنتهك براءات اختراع شركة أوراكل، وحكم قاضي المحاكمة بأن بنية Java APIs التي تستخدمها جوجل لا تخضع لحقوق الطبع والنشر. اتفق الطرفان على صفر دولار كتعويض قانوني عن 9 أسطر من الكود المنسوخ.